# Izotropia poprzeczna
Izotropia poprzeczna to charakterystyka właściwości ciała (materii), w którym jego właściwości fizyczne są symetryczne względem osi symetrii, która jest poprzeczna do jego płaszczyzny izotropii. Ta prostopadła płaszczyzna posiada nieskończoną ilość płaszczyzn symetrii a więc w jej obrębie właściwości fizyczne są jednakowe we wszystkich kierunkach. Przykładem takiego materiału może być równolegle warstwowana skała.